# Beaumarchés
Beaumarchés település Franciaországban, Gers megyében. Lakosainak száma 679 fő (2022. január 1.). Beaumarchés Couloumé-Mondebat, Courties, Juillac, Ladevèze-Rivière, Lasserade, Louslitges, Plaisance, Saint-Aunix-Lengros és Tourdun községekkel határos.

## Népesség
A település népességének változása:
| Lakosok száma | 620  | 548  | 549  | 655  | 681  | 673  | 664  | 661  | 657  | 679  |
|               | 1968 | 1982 | 1990 | 2006 | 2013 | 2015 | 2017 | 2019 | 2020 | 2022 |